# Странен човек (повест)
„Странен човек“ (на руски: Странный человек) е историческо-приключенска повест от руския писател Борис Акунин, написана през 2009 г. Това е първата част от третата книга за немски и руски шпиони по време на Първата световна война, която описва опасните приключения на Йозеф фон Теофелс в Петербург в началото на 1916 г. Книгата е написан в духа на мистерията и загадката.

## Сюжет
Внимание:  Текстът по-долу разкрива сюжета на произведението (или части от него)!
Зимата на 1916 г. Предишната година пълната мощ на германската армия е насочена срещу Русия. След няколко тежки поражения Русия губи около 2 милиона убити войници и много хиляди квадратни километра от територията си. Въпреки това, постигането на главната цел на Германия през 1915 г. – извеждането на Руската империя от войната, не успява. Един от основните епизоди от войната на Изток през 1915 г. е опитът на германската армия да пробие руския Северен фронт. Настъплението завършва с пълен провал и големи жертви, тъй като германското командване се подхлъзва от хитра дезинформация. Авторът на тази красива операция е генерал Владимир Жуковски.
Осъзнавайки, че талантът на Жуковски в бъдеще може да доведе Германия до още много провали, началникът на немската разузнавателната служба и неговият заместник нареждат на най-добрия си шпионин Йозеф фон Теофелс да проведе операция срещу руския генерал. Жуковски трябва да бъде обвинен в получаване на подкупи, което да осигури уволнението му от поста на началник на руското разузнаване.
Зеп под прикритието на „сибирския индустриалец“ Емелян Базаров отива в Петербург. Използвайки познанството си с княгиня Верейска, с която „Базаров“ се представя, че е избягал от немски плен, Зеп се среща с Жуковски, но като цяло повишеното внимание и прозорливост на генерала не разрешава на германския шпионин да извърши замислената провокация. Разярен Теофелс не иска да играе и изведнъж решава да използва в борбата си срещу генерал Жуковски извънредния си коз – Странен човек или Странник.
За този човек говори цяла Русия. Някои го смятат за светец, други за адско изчадие, около Странник витаят най-невероятни легенди и слухове. Но този Странен човек е обикновен руснак, който може да дава указания на руския император и съпругата му, и неволно може да помогне на Зеп в новия му, много хитър план.

## Исторически препратки
- В повестта има прототипи на реални исторически личности. Основната фигура Странник е една от най-загадъчните личности в последните години от Руската империя – Григорий Распутин. Истинската почитателка на Странник „Фани Зарубина“ (която иронично е наричана „Крава“) е Анна Вирубова – придворна дама, най-близката и вярна приятелка на последната руска императрица Александра Фьодоровна. „Депутатът от Държавната дума Зайцевич“ е Владимир Пуришкевич – крайно десен руски политик, монархист, депутат от Държавната дума.
- В повестта категорично се подчертават изключителните пророчески способности на Странник. В една сцена той казва пророчество за смъртта си – „Трима ще бъдат убити!“. Това е авторска алюзия за широката версия за смъртта на Распутин, според която той първо е бил отровен, след това застрелян, и накрая е удавен (три смъртни случая).
- В действителност Пуришкевич („депутат Зайцевич“) умира точно както е описано в повестта. Пуришкевич умира през 1920 г. от тиф в Новоросийск.
- Прототип на генерал Владимир Жуковски е генерал Владимир Джунковский. На 19 август 1915 г. Джунковский прави опит пред император Николай II да разобличи пагубното влияние на Григорий Распутин, но неуспешно – той е уволнен и е изпратен на фронта.